# Astragalus brotherusii
Astragalus brotherusii är en ärtväxtart som beskrevs av Dieter Podlech. Astragalus brotherusii ingår i släktet vedlar, och familjen ärtväxter. Inga underarter finns listade i Catalogue of Life.